# Israël Querido
Israël Querido (Amsterdam, 1 oktober 1872 - aldaar, 5 augustus 1932) was een Nederlands naturalistisch schrijver.
Querido kwam uit een arm Joods gezin en moest al jong zijn eigen brood verdienen. Dat deed hij onder meer als horlogemaker, violist, diamantbewerker, juwelier en journalist. Als schrijver debuteerde hij in 1893 met een bundel gedichten onder de titel Verzen, spoedig gevolgd door Gedichten (1894), geschreven onder de indruk van een bezoek aan Parijs. Beide boeken verschenen onder het pseudoniem Theo Reeder. Daarna schreef hij ook kritieken, die deels gebundeld werden.
Bekend zijn vooral zijn boeken geworden waarin het Amsterdamse volk wordt getekend. Querido's eerste prozawerk was extreem naturalistisch. Émile Zola was zijn voorbeeld in Levensgang (1901). Daarna volgde Menschenwee (1903). Zijn eerste grote werk was de vierdelige romancyclus De Jordaan, bestaande uit: De Jordaan (1912),  Van Nes en Zeedijk (1914), Manus Peet (1922) en Mooie Karel (1925).
Hij verwijderde zich geleidelijk van het naturalisme en schreef naar het voorbeeld van Louis Couperus een grote historische romancyclus, hoewel hij eerder diens historische werken zwaar gekritiseerd had. Het betreft zijn driedelige cyclus De oude waereld, het land van Zarathustra (Amsterdam, Scheltens & Giltay, 1918-1921), geïllustreerd door Marius Bauer (eerste deel: Koningen) en Willem van Konijnenburg (derde deel: Morgenland), waarin Querido een beeld geeft van koning Xerxes en het Perzische Rijk.
Hij was in socialistische kringen populair, mede dankzij zijn column in het dagblad Het Volk, 'Uit het dagboek van Querido'. Hij had al lange tijd last van een zwak hart maar zijn dood kwam onverwacht, toen hij 59 jaar oud was.
Zijn tijdgenoot Henri Borel betreurde in een in memoriam de onkritische bewondering die Querido in zijn jonge jaren ten deel was gevallen, waardoor hij 'de overladenheid en gezwollenheid van zijn taalgebruik steeds verder opvoerde', tot het onleesbaar werd, een 'litterair stotteren'.

## Familie
Emanuel Querido (1871-1943) is een broer van Israël.

## Galerij

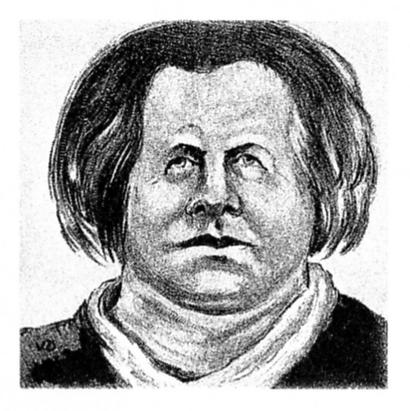
Karikatuur van Israël Querido door Theo van Doesburg (1910).